# Kirrberg
Kirrberg är en kommun i departementet Bas-Rhin i regionen Grand Est (tidigare regionen Alsace) i nordöstra Frankrike. Kommunen ligger i kantonen Drulingen som tillhör arrondissementet Saverne. År 2022 hade Kirrberg 156 invånare.

## Befolkningsutveckling
Antalet invånare i kommunen Kirrberg
| Referens: INSEE |